# Gran Fuego
Gran Fuego från 2011 är det andra albumet med den svenska folkmusikduon Siri Karlsson. Duon består av Maria Arnqvist på altsaxofon och Cecilia Österholm på nyckelharpa. På albumet medverkar dessutom några gästmusiker.

## Låtlista
Låtarna är skrivna av Maria Arnqvist (spår 1, 2, 6, 8, 9, 11) och Cecilia Österholm (spår 3–5, 7, 10).
1. "Där allting börjar" – 4:10
2. "Sierra Nevada" – 4:12
3. "Passageraren" – 4:49
4. "Den gamle" – 3:46
5. "Lament" – 3:46
6. "Jakob Grape" – 5:22
7. "The Wild Wood" – 4:13
8. "Du och jag (pastoral)" – 2:35
9. "Viens quands tu pleure" – 3:53
10. "Sov min kära" – 4:14
11. "Postludium" – 3:45

## Medverkande
- Maria Arnqvist – altsaxofon, sång, leksakspiano, munspel, klockspel
- Cecilia Österholm – nyckelharpa, sång
- Pelle Lindroth – sång
- Olof Misgeld – violin
- Simon Svärd – elgitarr
- Martin Sörbom – gitarr, slagverk
- Tomas Hallonsten – orgel
- Josef Kallerdahl – bas
- Jari Haapalainen – trummor, slagverk

## Mottagande
Skivan fick ett gott mottagande när den kom ut med ett snitt på 3,8/5 baserat på sex recensioner.